# Tribute to Apatia - Między nami jest jeszcze wiele do zrobienia
Tribute to Apatia - Między nami jest jeszcze wiele do zrobienia – album muzyczny wydany w Polsce przez wydawnictwo Hardcore Tattoo Records. Pierwsza publikacja albumu na płycie kompaktowej ukazała się w 2022 r., a druga, na dwóch płytach gramofonowych, w 2023 r. Jest to album kompilacyjny prezentujący utwory zespołu Apatia wykonywane przez różnych wykonawców muzycznych – tribute album. Składanka poświęcona jest formacji Apatia i stanowi swoisty hołd dla jej twórczości, działalności oraz dokonań.

## Historia, album i jego wydania
Album muzyczny „Tribute to Apatia - Między nami jest jeszcze wiele do zrobienia” został wydany w Polsce po raz pierwszy w 2022 r. przez wytwórnię muzyczną Hardcore Tattoo Records. Nośnikiem danych dla tego wydania była jedna płyta kompaktowa, a jego premiera miała miejsce w dniu 17.01.2022 r. Prace nad albumem z inicjatywny wyżej wymienionej wytwórni rozpoczęły się w 2020 r.. Zgodnie z informacją znajdującą się na obwolucie albumu jego produkcja została zrealizowana w 2021 r. W następnym zaś roku – 2023 r. – przez tego samego wydawcę został on opublikowany na płytach gramofonowych, przy czym ze względu na objętość ścieżki dźwiękowej utwory zamieszczono na dwóch płytach długogrających, a ponadto zmieniono ich kolejność w stosunku do wydania na płycie kompaktowej. W tym wydaniu dołączono wkładkę, mającą formę starego zina, w którym znajduje się między innymi wywiad z Matołem (jeden z członków zespołu Apatia, wokalista) oraz archiwalne zdjęcia fotograficzne Apatii. Dostępny jest również w postaci albumu cyfrowego, zarówno w streamingu dostępnym w aplikacji związanej z portalem internetowym z muzyką – Bandcamp, jak i w digital download (pliki w formatach mp3, FLAC).
Jest to tribute album dla zespołu Apatia, wydany w hołdzie dla jej twórczości, działalności oraz dokonań.
Na przedniej stronie obwoluty albumu zawarto następującą, znamienną sentencję:

PAŃSTWO SWOJĄ PRZEMOC NAZYWA PRAWEM
A PRZEMOC SPOŁECZEŃSTWA NAZYWA ZBRODNIĄ

Stanowi ona pewne podsumowanie, credo, związane z twórczością i działalnością zespołu Apatia, który będąc na scenie punk i hardcore bardzo popularnym, szczególnie w latach 90. XX wieku oraz stając się z czasem legendą sceny, oprócz działalności stricte muzycznej nie pozostawał obojętny wobec ważnych w opinii muzyków tematów, w które aktywnie się angażował, a obejmowały one między innymi zdecydowaną postawę poparcia wartości wolnościowych, antyautorytarnych, antyfaszystowskich i innych. Kapela zakończyła swoją działalność w 2011 r.

## Muzyka
Zespół muzyczny Apatia, którego utwory prezentowane są w albumie, a wykonywane przez różnych wykonawców muzycznych, tworzył i prezentował muzykę, którą zalicza się do nurtu hardcore punk. Zaś wykonawcy, którzy podjęli się wykonania własnych aranżacji tych utworów sami są twórcami, a ich dokonania zaliczane są do różnych nurtów i styli muzycznych, które mają swoje odzwierciedlenie w stylistyce prezentowanych w tym albumie przez nich coverów, w tym między innymi takich gatunków muzycznych jak rock i muzyka elektroniczna, a w szczególności w ich obrębie do takich nurtów jak punk rock, hardcore punk, drum and bass, post-punk, street punk.

## Wykonawcy
Covery utworów zespołu Apatia zamieszczone w albumie zostały zaaranżowane i wykonane przez dwudziestu ośmiu wykonawców muzycznych. Były to następujące formacje: After Laughter, Alles, Baraka Face Junta, Beton M3, Bulbulators, Burning Sky, Castet, De Łindows, Dezerter Feat. Nika, Dyym, End Forest, Eye for an Eye, Good Lookin’ Out, Herida Profunda, Infekcja, Inkwizycja, Let Us Burn, Lockdown Feat. Matoł, MassMilicja, Nic Śmiesznego, Regres, Skorup/a, Squal, The Analogs / Projekt Pudło, The Corpse, Wielki Las, Włochaty, Wojna. Jak wynika z tego zestawienia, oprócz nich, w projekcie uczestniczyło jeszcze dwoje wokalistów, którzy współpracowali z dwoma wymienionymi wyżej zespołami, a byli to: Nika – Dominika Domczyk (znana między innymi z zespołu Post Regiment), oraz Matoł – Tomasz Matysiak (który sam występował między innymi w zespole Apatia).

## Utwory
| lp. | LP | Wykonawca                 | tytuł                      | czas (min:sek) |
| --- | -- | ------------------------- | -------------------------- | -------------- |
| 1   | A1 | Inkwizycja                | Okno                       | 04:44          |
| 2   | C1 | Good Lookin’ Out          | Upadek                     | 02:05          |
| 3   | C2 | Dezerter Feat. Nika       | Rasizm                     | 03:15          |
| 4   | C3 | Lockdown Feat Matoł       | Młodzi Faszyści            | 02:21          |
| 5   | B1 | Bulbulators               | Słowo                      | 03:11          |
| 6   | B2 | Eye For An Eye            | Na ile się wyceniasz       | 02:12          |
| 7   | C4 | Let Us Burn               | Sprzeczności               | 02:25          |
| 8   | C5 | Dyym                      | To co robicie              | 02:59          |
| 9   | C6 | Herida Profunda           | Nie pozwalam               | 01:05          |
| 10  | A2 | Castet                    | Państwo                    | 01:03          |
| 11  | A3 | After Laughter            | Powracam                   | 02:24          |
| 12  | A4 | The Corpse                | Brunatna, czerwona, czarna | 03:53          |
| 13  | A5 | Nic Śmiesznego            | Miłość                     | 02:27          |
| 14  | A6 | Infekcja                  | Nienawiść                  | 02:07          |
| 15  | B3 | Wielki Las                | Uległość                   | 02:05          |
| 16  | B4 | Baraka Face Junta         | Ukryty faszyzm             | 03:42          |
| 17  | B5 | End Forest                | Jutro                      | 03:17          |
| 18  | B6 | Beton M3                  | Błogosławieństwo           | 02:57          |
| 19  | D1 | Burning Sky               | Nie będę klęczał           | 03:09          |
| 20  | D2 | Wojna                     | Krótka chwila              | 02:35          |
| 21  | D3 | Włochaty                  | Obawa                      | 02:16          |
| 22  | D4 | Skorup/a                  | Droga                      | 03:14          |
| 23  | D5 | Regres                    | Odejdź lub zostań          | 02:20          |
| 24  | D6 | MassMilicja               | Nie pozwalam               | 02:18          |
| 25  | B7 | De Łindows                | Codziennie                 | 02:12          |
| 26  | A7 | The Analogs/Projekt Pudło | Słowo                      | 02:48          |
| 27  | D7 | Alles                     | Młodzi faszyści            | 03:20          |
| 28  | C7 | Squal                     | Krzyk (DnB remix)          | 04:01          |

## Oceny
W serwisie społecznościowym, będącym internetową bazą dyskografii zespołów z całego świata – Discogs – według stanu na kwiecień 2025 r., album otrzymał ocenę – (Avg Rating):  (4/5 przy 3 oceniających), przy czym oceny te zostały przyznane przy wersji wydanej na płycie kompaktowej, a brak jest ocen przy wydaniu na płytach gramofonowych. Na wymieniony czas pośród osób przynależących do tej społeczności internetowej 54 osoby deklarowało posiadanie albumu, a 6 osób, iż chciałoby go posiadać, w tym dla wydania na płycie kompaktowej jest to odpowiednio 28 osób, które posiadają to wydanie i 4, które chciałyby je posiadać, a dla wydania na płytach gramofonowych 26 osób je posiada i 2 chciałyby je posiadać.